# Baignade interdite
Baignade interdite (Deep Trouble) est un roman fantastique et horrifique américain pour la jeunesse de la collection de livres Chair de poule écrite par R. L. Stine.
Il est le septième tome de la collection dans l'édition française Bayard Poche et a été publié le 14 juin 1995. Aux États-Unis, il s'agit du dix-neuvième livre de la série, publié en mars 1994.
Ce roman n'a pas été adapté en épisode pour la série télévisée éponyme Chair de poule.

## Résumé
Deux enfants, Billy et Sarah sont frères et sœurs. Ils passent tous les étés chez leur oncle, Docteur G, sur le Cassandra, son bateau-laboratoire. Ils adorent aller là-bas. Mais voilà, il leur est interdit d'aller près du récif de corail. Mais Billy désobéit.

## La couverture du livre français
Sur la couverture, on voit au premier plan, des jambes de plongeurs et au dernier plan, un requin-marteau, la gueule ouverte, prêt à dévorer le plongeur.

## Adaptation télévisée
Ce roman de Chair de poule n'a pas bénéficié par la suite d'une adaptation télévisée dans la série éponyme Chair de poule qui fut produite à la suite du succès de la collection de romans.

## Suite
Il existe un roman intitulé Deep Trouble II publié aux États-Unis en août 1997 ; il s'agit du cinquante-huitième roman de la collection originale. Ce livre ne fut jamais traduit et publié en France par Bayard Poche. Néanmoins, il existe une version francophone puisque le livre a été traduit et édité au Québec par Les Éditions Héritage sous le nom Terreur dans le Récif 2.
Ce deuxième roman a connu quant à lui une adaptation télévisée en deux parties pour la série Chair de poule. Il s'agit des deux derniers épisodes de la série, les épisodes 73 et 74  (épisodes  7 et 8 de la saison 4). Le titre français de ces épisodes est L'Île des hommes poissons (parties 1 & 2). Leur titre original est Deep Trouble (Part 1 & 2), comme le premier livre, alors que c'est bien de l'adaptation du second qu'il s'agit.